# Зимна ваканция (филм, 1959)
„Зимна ваканция“ (на италиански: Vacanze d'inverno) е комедия от 1959 година на режисьорите Камило Мастрочинкуе и Джулиано Карминео с участието на Мишел Морган, Жорж Маршал и Виторио Де Сика, копродукция на Италия и Франция. Филмът е адаптация на едноименния разказ на Оресте Бианколи.

## Сюжет
Римският чиновник Алберто Морети (Алберто Сорди) и дъщеря му Дина (Ариел Коини) прекарват едноседмична почивка в ски курорта Кортина д'Ампецо като награда от радио игра, която Дина е спечелила. По време на седмицата темпераментният и безнадежден идеалист Алберто се сблъсква с живота на висшето общество, в което той не може да се впише. Алберто губи контрол над себе си когато елегантната графиня Паола (Елеонора Роси Драго) започва да го третира като по-низш и заедно с приятелите си му се надсмива. За да се равнява с тях, Алберто харчи купища пари, с които не разполага. Семейните спестявания се стопяват бързо и на Алберто му се налага да продаде автомобила си, и след края на ваканцията да се приберат с дъщеря си вкъщи с влак. В същото време хотелският портиер Морис (Виторио Де Сика), в опита си да увеличи оскъдните си доходи, всячески угажда на гостите на хотела, включително като отдава под наем собственото си жилище за любовни игри.

## В ролите
- Мишел Морган като Стефа Тардие
- Жорж Маршал като Жорж Тардие
- Виторио Де Сика като Морис
- Елеонора Роси Драго като графиня Паола Париоли
- Денис Прованс като Марселин
- Дориан Грей като Керъл Фийлд
- Вира Силенти като Вера
- Кристине Кауфман като Флоранс
- Джеронимо Мейниер като Франко
- Марио Валдемарин като Тони
- Ариел Коини като Дина Морети
- Ренато Салватори като Джани
- Пиер Кресой като граф Алфредо Париоли
- Руджеро Марки като импресариото
- Алберто Сорди като Алберто Морети
- Енцо Турко като Магри
- Мерседес Бриньоне като принцеса Валмарин
- Лола Брачини като маркиза Сарти
- Анна Кампори като Вирджиния

## Номинации
- Номинация за Сребърна лента на „Италианския национален синдикат на филмовите журналисти“ на Алдо Тонти за най-добра операторска работа в цветен филм от 1960 година.[2]